# Ludovico Jacobini
Ludovico Jacobini (Genzano di Roma, 6 gennaio 1832 – Roma, 28 febbraio 1887) è stato un cardinale italiano, cardinale segretario di Stato di Leone XIII dal 1880 al 1887.

## Biografia

### Primi anni
Nacque in una famiglia devota al Papato, da Andrea Raimondo e Ottavia Jacobini, cugini di secondo grado. Sua madre era la sorella di Camillo Jacobini già ministro dei Lavori Pubblici e delle Belle Arti durante il pontificato di Pio IX e di Gaetano Pietro Jacobini, vicario capitolare; un suo zio, Giovan Battista Jacobini, fu vescovo di Veroli; suoi cugini furono Giovanni Battista Cristoforo Jacobini, vescovo di Bagnorea dal 1814 al 1832, e il cardinale Angelo Maria (1825–1886).
Dopo aver frequentato il Seminario di Albano, compì gli studi teologici al Collegio Romano dove ricevette la laurea dottorale con lode e plauso il 20 luglio 1857; conseguì altresì una laurea in utroque iure all'Università La Sapienza di Roma il 25 giugno 1858.

### Carriera ecclesiastica
Nel corso della sua vita occupò sempre posti di prestigio e di responsabilità tra i quali:
- Cameriere d'onore;
- Prelato domestico;
- Canonico di San Giovanni in Laterano nel 1856;
- Segretario della Commissione dei Teologi per la Formazione del Sillabo;
- Consultore delle sacre Congregazioni del Concilio e di Propaganda;
- Ablegato in Spagna nel 1858 per la consegna della berretta cardinalizia agli arcivescovi di Burgos e di Santiago di Campostela; in quell'occasione ottenne una reliquia di San Tommaso di Villanova, patrono di Genzano, che il 17 settembre 1863 donò alla Collegiata di Genzano portando egli stesso la reliquia in processione.
- Segretario della Commissione per i Catecumeni; segretario della commissione disciplinare in preparazione del Concilio Vaticano Primo;
- Segretario di Propaganda per gli affari di Rito orientale;
- Sottosegretario del Concilio Vaticano Primo, rimase poi alla direzione del Concilio stesso sino all'ultima Congregazione di cui scrisse tutti gli atti che furono pubblicati dalla tipografia vaticana;
- Nel 1874 successe al neo cardinale Mariano Falcinelli Antoniacci nella nunziatura di Vienna; pochi giorni prima era stato nominato arcivescovo in partibus di Tessalonica;
- Nominato cardinale il 17 settembre 1879, fu nominato segretario di stato il 16 dicembre 1880. Da cardinale fu protettore del Sovrano Militare Ordine di Malta, dell'Ordine dei Carmelitani Scalzi, dell'Istituto nazionale teutonico di S. Maria dell'Anima, del Monastero di S. Caterina dei Funari e uno dei protettori della Pontificia Accademia di Teologia.

### Attività diplomatica
Jacobini fu nunzio apostolico in Austria Ungheria dal 27 marzo 1874 all'ottobre 1880. Nei primi anni settanta i rapporti dell'impero absburgico con la Santa Sede non erano buoni in quanto l'Austria non aveva gradito nel 1870 il dogma dell'infallibilità papale e aveva pertanto denunciato il Concordato del 1855. Jacobini si rivelò un abile diplomatico e riuscì a ricucire i rapporti tra Austria e Santa Sede. Partecipò al Convegno di Kissingen, dove iniziò le prime trattative con il Principe di Bismarck per tentare un riavvicinamento con la Chiesa dopo il contrasto tra i cattolici di Germania e l'imperatore Guglielmo. Al Congresso di Berlino, la Santa Sede ottenne rispetto e vantaggi per la realizzazione delle libertà delle varie comunità cattoliche in Oriente. Ulteriore successo ottenne anche per il ripristino della gerarchia cattolica nella Bosnia e nell'Erzegovina. Inoltre aiutò a ristabilire e normalizzare i rapporti con il Belgio; contribuì a restituire e confermare la pace religiosa in Svizzera;  provvide all'arbitrato per l'accordo Ispano-Tedesco per le isole Caroline; concluse l'accordo col Portogallo per il Patronato delle Indie e il conseguente ristabilimento della gerarchia cattolica in quei territori; diede vita a relazione diplomatiche in Cina; provvide a stipulare la convenzione con il Montenegro.

### Cardinale
Dal papa Leone XIII fu creato cardinale il giorno 19 settembre 1879 col titolo di Santa Maria della Vittoria. Poco tempo dopo fu chiamato all'altissimo ufficio di amministratore dei beni della Santa Sede e Prefetto della S. Congregazione Lauretana.

### Segretario di Stato
Alla fine del 1880 papa Leone XIII lo nominò segretario di Stato; si presentò in Vaticano per assumere l'ufficio l'8 novembre. Poiché Leone XIII concepiva la segretaria di Stato come l'organo esecutivo delle direttive politiche papali, è difficile stabilire il contributo di Jacobini nell'attività diplomatica del pontificato di Leone XIII. Oltretutto Jacobini si ammalò di diabete mellito e fu costretto a lunghi periodi di riposo nella nativa Genzano. Per quanto riguarda i rapporti con l'Italia, Jacobini ebbe cura di evitare tensioni. La considerazione di Leone XIII per Jacobini si raffreddò alquanto ai primi del 1882 allorché fallì, coinvolgendo la stessa finanza vaticana, l'Union Générale, una banca d'affari francese di tendenza cattolica fondata nel 1878 da Paul Eugène Bontoux, che Jacobini aveva conosciuto a Vienna negli anni della sua nunziatura.
Si spense all'età di 55 anni, il 28 febbraio 1887 alle ore 12:15, nel suo appartamento a Roma. Riposa al cimitero del Verano, nel Sacello del collegio di Propaganda Fide.

## Genealogia episcopale e successione apostolica
La genealogia episcopale è:
- Cardinale Scipione Rebiba
- Cardinale Giulio Antonio Santori
- Cardinale Girolamo Bernerio, O.P.
- Arcivescovo Galeazzo Sanvitale
- Cardinale Ludovico Ludovisi
- Cardinale Luigi Caetani
- Cardinale Ulderico Carpegna
- Cardinale Paluzzo Paluzzi Altieri degli Albertoni
- Papa Benedetto XIII
- Papa Benedetto XIV
- Papa Clemente XIII
- Cardinale Marcantonio Colonna
- Cardinale Giacinto Sigismondo Gerdil, B.
- Cardinale Giulio Maria della Somaglia
- Cardinale Carlo Odescalchi, S.I.
- Cardinale Costantino Patrizi Naro
- Cardinale Ludovico Jacobini

La successione apostolica è:
- Cardinale Albin Dunajewski (1879)
- Cardinale Domenico Ferrata (1885)

## Onorificenze
Tra le molte onorificenze e testimonianze di stima avute dei vari Regnanti durante la sua carriera spicca l'Onorificenza del Toson D'Oro conferitagli dal Re di Spagna nel 1887, uno degli ordini cavallereschi più antichi e illustri del mondo e normalmente assegnato a Regnanti o Eredi al trono.

## Aneddoti
Ludovico era piccolo di statura e Pio IX ebbe a dire di lui "... piccolo sì ma di testa fine!..."